# Naashoibitosaurus ostromi
Naashoibitosaurus ostromi (лат.) — род птицетазовых динозавров из семейства гадрозаврид (Hadrosuridae). Известен по частичному скелету, найденному в верхнемеловых отложениях долины реки Сан-Хуан на территории штата Нью-Мексико (формация Киртланд, 73 млн лет). Родовое название образовано от слов на языке навахо naʼashǫ́ʼii — ручей и bitooh — ящер, ящерица. При первом описании скелет был ошибочно определён американским палеонтологом Джеком Хорнером как Kritosaurus navajovius.